# Flavio Antiochiano
Flavio Antiochiano (in latino Flavius Antiochianus; fl. 269-272) è stato un politico romano.
Fu un politico di rilievo dell'Impero romano sotto gli imperatori Claudio il Gotico e Aureliano.

## Biografia
Sposò Pomponia Ummidia, membro della famiglia degli Ummidii Quadrati e forse imparentata al console Pomponio Basso.
Antiochiano ricoprì la carica di praefectus urbi di Roma nel 269-270, reggendo pure il consolato nel 270 (il secondo, dopo il primo suffetto). Il suo mandato terminò con la morte dell'imperatore Claudio il Gotico, ma il suo successore Aureliano lo nominò praefectus urbi per la seconda volta nel 272.
È possibile che il balneum Antiochiani, una delle terme di Roma antica, poste nella Regio I, fossero state da lui costruite.